# Arenales Serrano
Arenales Serrano Argüello (Morales de Campos, Valladolid, España, 12 de abril de 1963) es una política española del Partido Popular. Ha ejercido de diputada y senadora en Cortes Generales.

## Trayectoria política
Concejal en las Legislaturas 1991-1995 y 1995-1999, en el Ayuntamiento de Valladolid siendo Concejal de oposición en la primera llevando temas de Hacienda y Presupuestos y concejal de Gobierno en la segunda, asumiendo el área de Juventud y Escuelas Taller y Empleo y la Portavocía Adjunta del Grupo Municipal Popular así como la Vicepresidencia 1ª de CIRA y de CEEI.
Procuradora de las Cortes de Castilla y León durante tres legislaturas (1999-2003), (2003-2007) y (2007-2009) asumiendo la Portavocía de Interior, la de Derechos Humanos y siendo ponente de la Ley de Iniciativa Legislativa Popular, la Ley de Tasas, así como de la primera Ley de Igualdad de Oportunidades entre mujeres y hombres de España. Vicepresidencia de Economía, destacando el trabajo realizado en la Ponencia sobre Violencia de Género desarrollada durante varios años en el seno de las Cortes de Castilla y León. Presidenta de la Comisión de Presidencia, Gobierno Interior y Administración Territorial.
En 2008 es elegida Senadora por Valladolid trabajando en temas de índole económica y de empleo desde la Secretaría de la Mesa de Economía en el Senado, participando también en la Comisión de Agricultura y en la de Igualdad.
Elegida Diputada por Valladolid en 2011 asumiendo la Vicepresidencia de la Comisión de Presupuestos, posteriormente la Portavocía de Economía y Competitividad donde es ponente de la Ley de Desindexación de la Economía y también Portavoz de Reglamento.
Elegida de nuevo Senadora por Valladolid en las Legislaturas XI y XII asumiendo la Portavocía de Economía del Grupo Parlamentario Popular.

## Trayectoria académica y docente
Licenciada en Ciencias Económicas y Empresariales por la Universidad de Valladolid. 
Master en Gerencia de Pequeña y Mediana Empresa por el Instituto de Formación Empresarial de Castilla y León.
Plan Internacionalización de Promoción exterior (Programa PIPE) por la Cámara de Comercio de Madrid.
Programa de Liderazgo en la Gestión Pública por IESE.
Participante recurrente en los Cursos de verano de El Escorial y la Universidad Internacional Menéndez Pelayo.